# Робіа Ламорте
Робіа Ламорте (англ. Robia LaMorte, нар. 7 липня 1970, Квінз, Нью-Йорк, США) – американська акторка та танцівниця. Вона може бути найбільш відома як танцівниця та прес-секретар музиканта Прінса або за роль Дженні Календер у телесеріалі «Баффі — переможниця вампірів».

## Біографія
Робіа народилася в нью-йоркському районі Квінз у 1970 році та вирослп у кількох місцях, включаючи Флорида-Кіс і Оушен-Сіті, штат Меріленд. Її назвали на честь батька Роберта Ламорта. Надихнувшись фільмом Танець-спалах 1983 року, вона почала танцювати та брати позашкільні уроки джазового танцю, балету та чечітки. Вона відвідувала Вищу школу мистецтв округу Лос-Анджелес за спеціальністю танці протягом першого року роботи школи, а потім отримала повну стипендію в Академії танцю Дюпрі в Голлівуді. У шістнадцять років вона почала працювати резервною танцівницею в відеокліпі, вперше з’явившись у пісні Деббі Гібсон «Shake Your Love».

## Кар'єра
Після того, як ЛаМорт зняламь у більш ніж тридцяти музичних кліпах і гастролювада у групі з Pet Shop Boys у складі шести танцюристів, Прінс обрав Ламорт одним із двох головних танцюристів для музичного кліпу «Cream», синглу з його альбому 1991 року Diamonds and Pearls. Прінс спочатку шукав ідентичних близнюків але вибрав Ламорте разом з іншою танцівницею, Лорі Ель, через їх схожу зовнішність і танцювальну хімію між ними. Ель як «Diamond» і Ламорте як «Pearl» згодом з’явилися у відео для «Cream», «Gett Off», «Strollin'» і в заголовній пісні альбому, а також на самій голографічній обкладинці альбому. Потім Ламорт і Ель разом з Прінсом гастролювали Європою, і коли він тимчасово відмовився від будь-яких публічних виступів, дві жінки стали його прес-секретарями та вели основну рекламну діяльність Diamonds and Pearls . Пізніше Ель поїхала в тур з Рікі Мартіном і Майклом Джексоном.
У віці 22 років ЛаМорт пішла з танців і звернулася до акторської майстерності. Після багатьох телевізійних рекламних роликів вона отримала роль подруги Джейсона Прістлі Джилл Флемінг у серіалі «Район Беверлі-Гіллз» у двох епізодах і зіграла головну жіночу роль (разом з Ендрю Бовеном ) у відеогрі Fox Hunt. Її першою регулярною роллю була вчителька середньої школи та техноязичницька Дженні Календар у перших двох сезонах «Баффі — переможниця вампірів». Після того, як її персонажа було вбито під час другого сезону, вона повернулася ще у двох епізодах як привид. У фіналі другого сезону «Становлення, частина друга» вона ненадовго з’являється під дією гіпнозу від Друзілли, щоб обманом змусити Руперта Джайлза розкрити недолік у плані Ангела. Нарешті вона повернулася в епізоді третього сезону «Amends», щоб зіграти привида вигляд якого прийняла зла сила, відома як «Перше Зло». Проте ЛаМорте стала відродженою християнкою після зіткнення на шосе з бандою християнських байкерів, коли вона молилася про знак від Бога. Після того, як вона вже погодилася виступити гостем у своєму старому шоу, вона була засмучена, дізнавшись, що гратиме еквівалент Сатани.
Після того, як її роль у телесеріал закінчився, ЛаМоре періодично приймала запрошені зіркові ролі в різних телевізійних шоу, перш ніж пішла з акторської кар’єри, щоб зосередити свої зусилля на консультуванні християн, хоча іноді її бачили в рекламі та менших ролях. Вона також витрачає частину свого часу на проповідування християнства та продаж аудіо компакт-дисків на своєму веб-сайті, які розповідають про її релігійне навернення та переконання. У поширених запитаннях на цьому сайті ЛаМорте пише, що колись вона була прихильником вірувань Нью-ейдж, вона відкинула їх після свого навернення до християнства. Вона критикує ці вірування як форму «поклоніння землі» і характеризує практику чаклунства як небезпечний шлях для демонічного впливу. Пізніше вона повернулася до акторської діяльності, знявшись у фільмі «Незапланований».

## Особисте життя
Станом на 2020 рік Ламорте одружена під прізвищем Скотт. У неї одна дочка. Вона віддана християнка і описує своє навернення на своєму веб-сайті.

## Фільмографія
| Рік       |    | Українська назва              | Оригінальна назва               | Роль            |
| --------- | -- | ----------------------------- | ------------------------------- | --------------- |
| 1988      | ф  | Земні дівчата легкодоступні   | Earth Girls Are Easy            | Білявка         |
| 1991      | тф | Кровні узи                    | Blood Ties                      | жінка           |
| 1993      | с  | Район Беверлі-Гіллз           | Beverly Hills, 90210            | Джилл Флемінг   |
| 1994      | тф | Плюси та мінуси дихання       | The Pros & Cons of Breathing    | Мона            |
| 1995—1998 | с  | Шовкові мережі                | Silk Stalkings                  | Деніз Коллінз   |
| 1996      | ф  | Полювання на лисиць           | Fox Hunt                        | Ліза Гілрой     |
| 1997      | ф  | Спаун                         | Spawn                           | Репортер        |
| 1997      | с  | Лоулесс                       | Lawless                         | невідомо        |
| 1997      | с  | Часовий                       | The Sentinel                    | Еріка Лазар     |
| 1997—1998 | с  | Баффі — переможниця вампірів  | Buffy the Vampire Slayer        | Дженні Календер |
| 1998      | ф  | Вечірка Дейдре                | Deidre's Party                  | Робіа           |
| 1999      | с  | Притворник                    | The Pretender                   | Сінді Веллс     |
| 1999      | ф  | Курча, чоловік                | Chicks, Man                     | Келлі           |
| 1999      | ф  | 12 зупинок на дорозі в нікуди | 12 Stops on the Road to Nowhere | Дженні          |
| 1999      | с  | Порятунок 77                  | Rescue 77                       | Меган Кейтс     |
| 1999      | с  | Час твого життя               | Time of Your Life               | Анжела          |
| 2000      | кф | Знайти Льюїса                 | Looking for Lois                | Френ            |
| 2000      | с  | 18 коліс правосуддя           | 18 Wheels of Justice            | Маурін Каммінгс |
| 2001      | с  | CSI: Місце злочину            | CSI: Crime Scene Investigation  | Джоан Маркс     |
| 2002      | кф | Робот Виродок                 | Robot Bastard!                  | Кетрін          |
| 2005      | кф | Гранат                        | Pomegranate                     | Наталі          |
| 2019      | ф  | Незапланований                | Unplanned                       | Шеріл           |
| 2021—2023 | с  | Виправдання                   | Vindication                     | Джоан Маркс     |
| 2022      | ф  | Витягнуті з темряви           | Pulled from Darkness            | Ануш            |